# Alan Scott
Alan Scott is een personage uit de strips van DC Comics. Hij was de eerste superheld met de naam Green Lantern.

## Creatie
De originele Green Lantern werd bedacht door Martin Nodell. Zijn inspiratie voor het personage kwam van een medewerker van de New Yorkse Metro, die met rode en groene lantaarns het treinverkeer regelde. Verder liet hij zich inspireren door het verhaal van Aladin. Nodell combineerde deze elementen tot een mystieke misdaadbestrijder wiens krachten van een magische lamp kwamen.
Nodell werkte voor de creatie samen met Bill Finger. Hun personage maakte zijn debuut in All-American Comics #16 (juli 1940). Oorspronkelijk zou de werkelijke naam van het personage Alan Ladd worden, als woordspeling op Aladin. Maar omdat er ook al een filmacteur was die zo heette vond men de naam ongepast, en werd hij veranderd in Alan Scott.

## Biografie
Duizenden jaren geleden viel een mystieke “groene vlam” naar de aarde. De vlam werd gevonden en verwerkt tot een groene lantaarn. Deze lantaarn kon driemaal geactiveerd worden, waarbij hij achtereenvolgend “dood”, “leven” en “kracht” zou brengen.
In 1940 werd de lantaarn gevonden door Alan Scott, een jonge monteur. Hij ontdekte bij toeval de kracht van de lantaarn. Hij maakte een ring die hij kon opladen met de kracht van de vlam, en werd zo de held Green Lantern.
Scott gebruikte zijn ring om te vliegen, door vaste voorwerpen te lopen, mensen te verlammen of vast te houden, energiestralen op te wekken en metaal te smelten. Zijn ring kon hem tevens beschermen tegen alles wat van metaal was gemaakt, maar bood geen bescherming tegen houten voorwerpen.
Gedurende de jaren 40 bleef Scott actief als held, en werd zelfs lid van de Justice Society of America. Zijn aartsvijand in die tijd was Solomon Grundy
Tijdens zijn verblijf bij de JSA vocht Scott tegen een wezen genaamd Ian Karkull. Hierbij werd hij blootgesteld aan diens energie. Dat maakte dat Scott maar zeer langzaam ouder werd. Toen in de jaren 50 de JSA uiteen viel ging Scott weer voor zichzelf werken. Hij hielp de alien Abin Sur, een andere Green Lantern, een crimineel te verslaan die naar de Aarde was gevlucht. Ook ontmoette Scott ergens rond deze tijd een vrouw met een dubbele identiteit genaamd Rose and Thorn. De twee kregen samen twee kinderen: Jade en Obsidian.
In de jaren 80 trouwde Scott met zijn voormalige vijand Molly Mayne.
Na het verhaal Crisis on Infinite Earths kreeg Scott een nieuwe oorsprong. In deze versie werd onthuld dat de krachtbron van Scotts ring de mystieke "Starheart" was, de verzamelde magie van het DC Multiversum. De kracht was verbonden met die van de Green Lantern Corps. Gedurende een tijd werd deze Starheart in zijn geheel onderdeel van Scotts lichaam. Hij nam toen de identiteit Sentinel aan, en werd een van de oprichters van de nieuwe JSA.
Gedurende het verhaal Infinite Crisis reisden Scott en zijn dochter Jade samen met vele anderen naar het centrum van het universum om het universum te redden van een onbekende bedreiging. Jade kwam hierbij om het leven. Scott zelf werd bij zijn terugkeer lid van Checkmate, onder de rang van White King.

## In andere media
Hoewel Green Lantern wel al in veel tv-series heeft meegedaan, is de Alan Scott versie van Green Lantern tot dusver nog niet te zien geweest buiten de strips. Volgens Bruce Timm waren er plannen om Scott te gebruiken voor een aflevering van de animatieserie Justice League, maar copyrightproblemen verhinderden dit.